# Felix Emmel

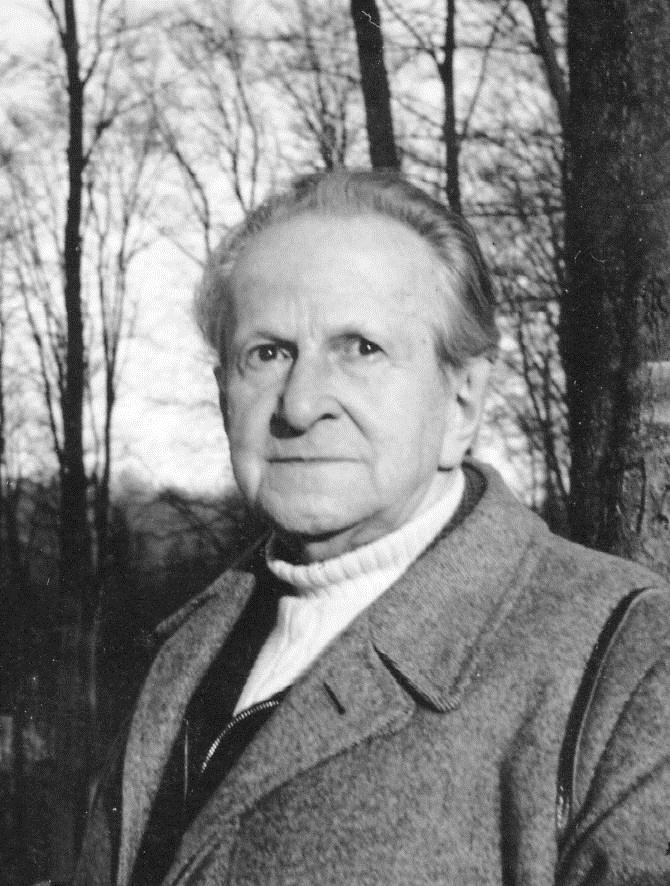
Felix Emmel ca. 1959/60

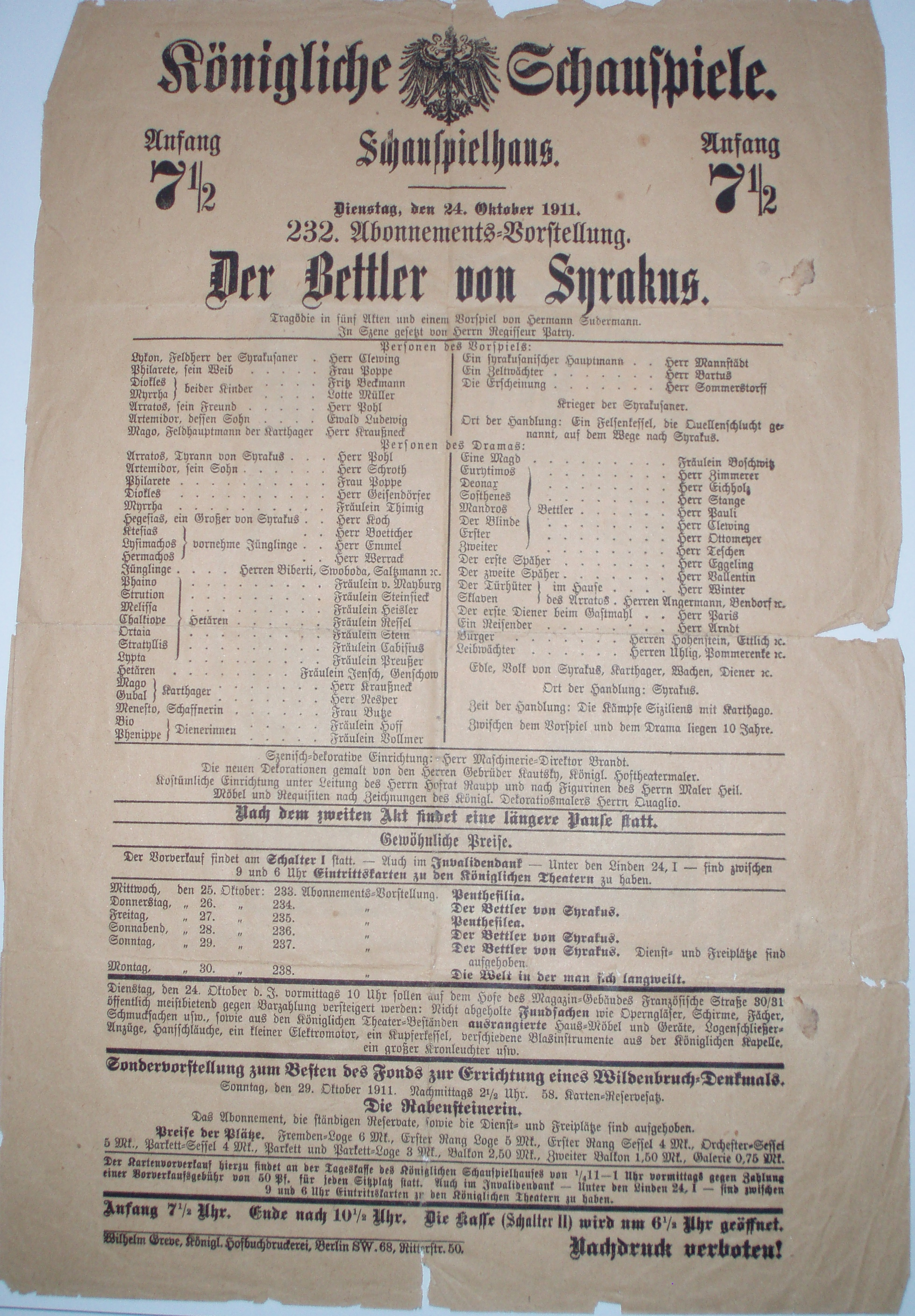
Emmel als Lysimachos am 24. Oktober 1911

Felix Emmel (* 5. April 1888 in Berlin; † 5. Juni 1960 in Göttingen) war ein vielseitig tätiger deutscher Schriftsteller, Pädagoge, Philosoph, Theaterautor und -kritiker.

## Leben
In Berlin besuchte er das Gymnasium und die Marie-Seebach-Schule des Königlichen Schauspielhauses. Nach einem Studium vor allem der Germanistik in Berlin, Heidelberg und München wurde er am 8. Januar 1912 mit der Dissertation Wundts Stellung zum religiösen Problem an der Universität Würzburg bei Professor Remigius Stölzle zum Dr. phil. promoviert. In Greifswald legte er das I. Staatsexamen zum Lehramt an höheren Schulen ab. Im Ersten Weltkrieg wurde er verwundet und mit dem Eisernen Kreuz ausgezeichnet. Ab 1920 war er im Bund Entschiedener Schulreformer aktiv, für den er mit Franz Hilker einen Programmentwurf erarbeitete.
Von 1920 bis 1924 war er Theaterkritiker der monatlich erscheinenden Zeitschrift Preußische Jahrbücher. Dem verdankt sich sein 1924 veröffentlichtes, viel diskutiertes Buch Das ekstatische Theater, zu dem Louise Dumont ein Nachwort (Ursprache) beisteuerte, aufgrund dessen sie ihn als Oberspielleiter und Direktor an das Schauspielhaus Düsseldorf berief. Emmel beklagt darin das Kainszeichen dieser Zeit ...: Auflösung, auch des inneren Menschen, durch die angemaßte Herrschaft des Intellekts über alle seelischen Bezirke. Der Mensch zerfällt unaufhaltsam. Seele verströmt. Europa fiebert. Dem sei das neue kultische Theater entgegenzusetzen, eine Bühne der Kultur voll theatralischer Bannkraft. Nach Weltkrieg, Revolution und Nachkriegswirren sei man aus den Zeiten inhaltsleerer Stagnation heraus und habe nicht nur endlich wieder ein Schicksal über sich, sondern die Menschen ahnten nun auch wieder, was Tragik ist... Die Entartung des Theaters und die Auflösung des Dramas ... haben ihren Schrecken verloren... Eines jedoch wissen wir: das neue Theater wird sich dem Banne des selbstherrlichen, alles zerstörenden Intellekts entziehen müssen, wenn es leben will. Das aber ist nur möglich durch eine unerbittliche Austreibung der Psychologie, deren wissenschaftlich-intellektuelles Joch schwer auf aller Bühnengestaltung lastet. Das vorliegende Buch kämpft daher wider das Theater des psychologischen Scheins. Es will der Bühnenkunst eine neue überintellektuelle Grundlage geben: die Ekstase des Blutes.
Von 1926 bis 1930 war Emmel Lehrer an der Mary-Wigman-Schule in Dresden, von 1929 bis 1931 verantwortlicher Schriftleiter von Die Tanz-Gemeinschaft – Vierteljahresschrift für tänzerische Kultur. Für Margherita Wallmanns Tänzer-Kollektiv schuf er zwei große tänzerische Bewegungsdramen: Orpheus Dionysos 1930 und Das jüngste Gericht, das 1931 bei den Salzburger Festspielen uraufgeführt wurde.
Bis 1933 war er Mitglied des PEN-Clubs. In seiner Schrift Theater aus deutschem Wesen aus dem Jahr 1937 setzte Emmel sich für ein „repräsentatives Theater“ ein und passte sich damit der zeitgemäßen nationalsozialistischen Ästhetik an.
Zum Ende des Zweiten Weltkriegs wurde er Direktor des Falk-Realgymnasiums in Berlin und u. a. Lehrer des späteren Physikers Bernhard Mühlschlegel (1925–2007). Danach lebte er in Göttingen. Neben seiner schriftstellerischen Arbeit lehrte er an der dortigen Pädagogischen Hochschule und gab Schauspielunterricht. Zu seinen Schülern zählte Heinz Bennent.
Er war mit Franziska geb. Basler (1894–1971) verheiratet und hatte mit ihr zwei Kinder: Olaf (1912–1997) und Hilde (1914–2009).

## Werke
- Wundts Stellung zum religiösen Problem. Ein Beitrag zur Religionsphilosophie der Gegenwart. Paderborn: Schöningh, 1912 (Studien zur Philosophie und Religion, herausgegeben v. Dr. R. Stölzle, Achtes Heft)
- Frauen, Wiecker Bote | 1913 | 1. Jahrgang | 1. Heft
- Männer, Wiecker Bote | 1913 | 1. Jahrgang | 2. Heft
- Freiheit, Wiecker Bote | 1914 | 2. Jahrgang | 8./9. Heft
- Der Tod des Abendlandes: gegen Oswald Spenglers skeptische Philosophie. Berlin: Engelmann, 1919
- Künstlerische Erziehung. In: Schöpferische Erziehung. Vorträge gehalten auf der freien Reichsschulkonferenz des Bundes entschiedener Schulreformer im Herrenhause zu Berlin vom 31. März–2. April 1920 / hrsg. von Paul Oestreich. Berlin-Fichtenau, Verlag Gesellschaft und Erziehung 1920, S. 93 ff.
- Eros als Träger des Ethos, in: Kurt Hiller (Hg.): DAS ZIEL. Jahrbücher für geistige Politik, IV. Bd., München 1920
- Ein neuer Lyriker. Hermann Kasack: Der Mensch. Verse und Gedichte in den Sammelbänden „Die Dichtung“, Preußische Jahrbücher 181, 1920, S. 128–130
- Freundschaften. In: Max Epstein (Hrsg.): Das Buch der Erziehung 2. Die Erziehung im schulpflichtigen Alter nach der Grundschule. Karlsruhe G. Braun 1922, S. 436 ff. (Inhaltsverzeichnis d-nb.info/579358321/04)
- Das Problem Graf Keyserling: wider den Geist der Weltüberlegenheit. Berlin: Stilke, 1922
- Das ekstatische Theater. Mit einem Nachwort von Louise Dumont. Prien, Kampmann & Schnabel 1924 -- Inhalt: Quellgrund des Dramatischen / Ekstatische Regie / Ekstatische Schauspielkunst / Das Bühnenbild / Kritik des Blutes / Lebendiger Shakespeare / Das deutsche Drama auf der Bühne (Goethe, Schiller, Lessing, Hebbel, Kleist, Grabbe) / Hauptmann-Stil / Wedekind-Bühne / Strindberg-Vision / Französische Dramatik / Jüdisches Theater / Alte und neue russische Schauspielkunst / Das Theater der Lebenden (Edschmid, Scholz, Kaiser, Toller, Brecht, Hofmannsthal, Schmidtbonn, von der Goltz, O’Neill, Werfel, Tagore)
- Das deutsche Antlitz Conrad Ferdinands, in: Preußische Jahrbücher. September 1925. Band 201. Heft 3. Berlin, Georg Stilke, 1925. S. 237–356
- Zur Wesensschau Conrad Ferdinand Meyers. In: Form und Sinn. Zeitschrift für Kunst und Geistesleben 1 (1925) S. 77–79.
- Schauspielkunst als Beruf, in: Zeitschrift für Menschenkunde. Blätter für Charakterologie und angewandte Psychologie. 2. Jahrgang, Heft 2. Niels Kampmann Verlag Celle 1926.
- Film und Volk. Eine Denkschrift an das Reichsministerium des Inneren und der Filmindustrie. Sonderabdruck in Preußische Jahrbücher; Bd. 208, 2/1927, S. 164–188.
- Die jüngste dramatische Dichtung, in: Deutschland. Vergangenheit und Gegenwart. Richtlinien und Ziele des Deutschen Wiederaufbaus. Hrsg. unter Mitwirkung von Reichsbehörden und wirtschaftlichen Verbänden. Berlin Deutscher National-Verlag (1927)
- Der zeitgemäße Tanz. In: Das Nationaltheater. Jg. 1. 1928/29, H. 3, S. 68–70. (Sammelrezension; Petermann 20217)
- „Tanzerische Verwirklichung“, Tanzgemeinschaft 2 (1930), special issue on Mary Wigman, 2–4 (p. 4)
- Orpheus Dionysos. Berlin Merkur-Buchhandlg Dr. E. Staritz & Co., 1930
- Orpheus Dionysos. Tanzdramatische Handlung in vier Akten. Dance-drama in four parts. Von Dr. Felix Emmel. Klavierauszug mit Text. English version by Ted Shawn from Gluck’s „Orfeo,“ by Anton MeÌchanik. 54 pages Publisher: C. F. Peters (1931)
- Das jüngste Gericht. Berlin Merkur-Buchh., [1931]
- Die rasende Landschaft. Orientreise. (Italien, Griechenland, Türkei, Palästina, Ägypten). Berlin, Vlg. d. Merkur-Buchh., (1930)
- Theater aus deutschem Wesen. Den deutschen Schauspielern! Berlin, Georg Stilke, 1937
- Heinz Hilpert und sein Werk, in: Ruperto-Carola. Mitteilungen der Vereinigung der Freunde der Studentenschaft der Universität Heidelberg e. V., Heidelberg Jahrgang 12. 1960, Band 27.
- Bertelsmann Schauspielführer. Von Aischylos bis Ionesco. Gütersloh: Bertelsmann, 1. Aufl. Juni 1960 (als rororo-Taschenbuch 1972; ISBN 3-499-16039-0)